# Port de Roda de Berà
El port de Roda de Berà és un port esportiu situat al municipi de Roda de Berà (Tarragonès), entre la platja de la Pallisseta i la platja de la Costa Daurada. N'és el titular l'organisme de Ports de la Generalitat, i el gestiona la societat Nova Dàrsena Esportiva de Barà. Disposa d'un total de 643 amarratges per a embarcacions de fins a 45 metres d'eslora, en una superfície de 97.217m2. Construït l'any 2008, és l'equipament d'aquest tipus més gran del litoral tarragoní. Està protegit pel monticle que forma el Roc de Sant Gaietà i a recer dels temporals de llevant. La bocana, de 55 metres d'amplada i 5 metres de calat, està orientada cap a ponent.

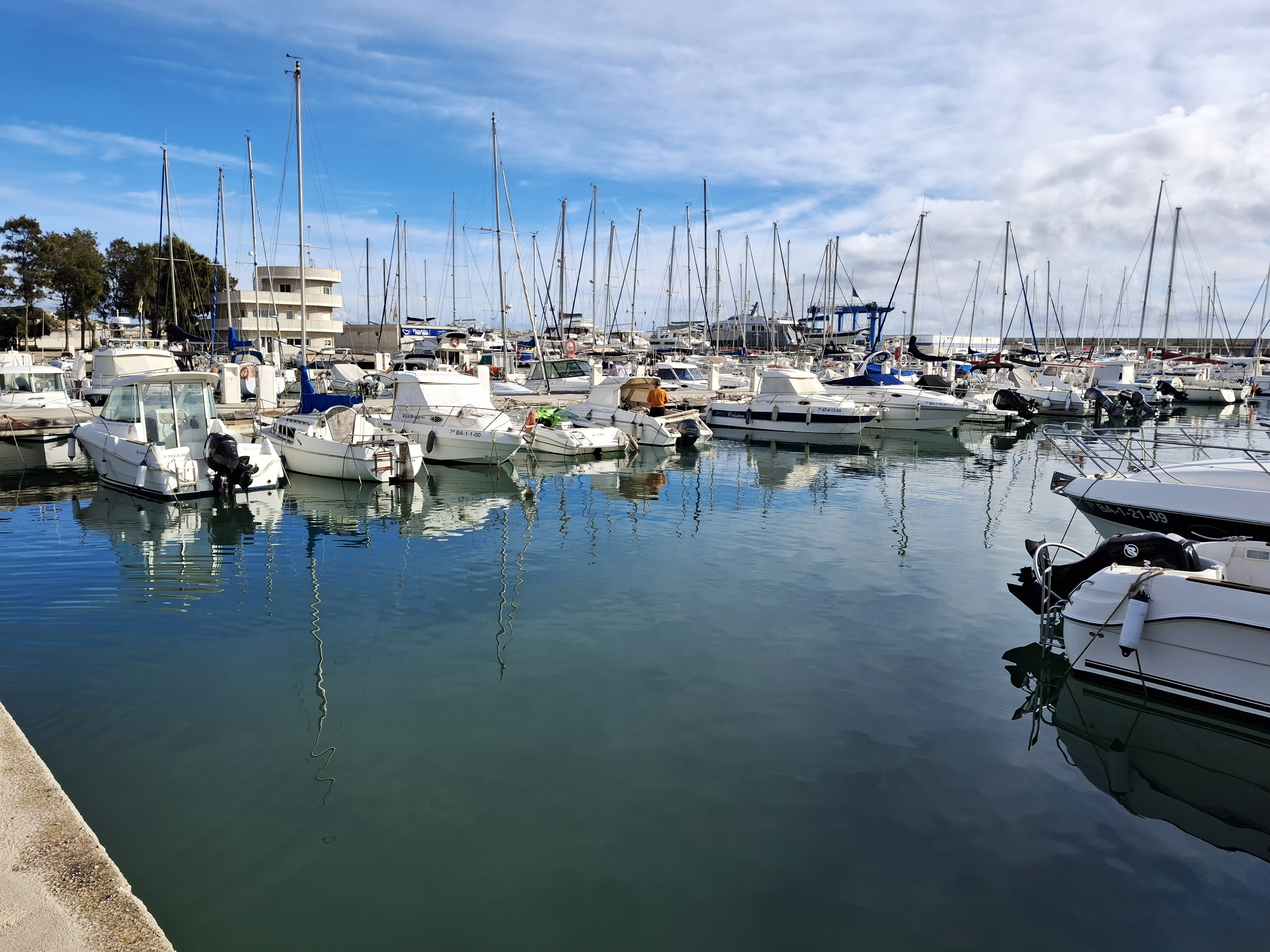
Interior del port

Disposa de 511 places de pàrquing; una zona comercial, amb més de 7.000 metres quadrats; un heliport; una zona de vela lleugera, amb una superfície de 1.500 metres quadrats i rampa de varada; una zona destinada a motos d'aigua i embarcacions lleugeres, amb una grua amb capacitat per a una tona. La marina seca té 898 metres quadrats de planta i tres nivells, i es destina a embarcacions de fins a set metres d'eslora.
La construcció del port va suposar l'acceleració de la pèrdua de sorra a les platges, principalment a les platges Llarga i Punta d'en Guineu. El 2023 es va realitzar un dragatge d'emergència de la sorra acumulada a la bocana del port i el seu trasllat amb un vaixell draga fins al tram nord de la platja Llarga.